# 日朝平壤宣言
《日朝平壤宣言》（日语：／），又稱《朝日平壤宣言》（朝鲜语：／），是時任日本內閣總理大臣小泉純一郎於2002年9月17日訪問朝鮮民主主義人民共和國期間，與時任朝鮮勞動黨總書記、朝鮮民主主義人民共和國國防委員會委員長金正日進行首腦會談時所簽署的宣言，以解決日本－朝鮮問題為目標。

## 影響
時任日本內閣總理大臣小泉純一郎在2002年訪問朝鮮期間，就朝鮮日治時期所造成朝鮮半島的動盪與苦難向朝鮮政府致歉，時任朝鮮勞動黨總書記金正日亦就首次承認朝鮮綁架日本人問題，向日本政府致歉。
在《日朝平壤宣言》當中，日本與朝鮮雙方同意重啟邦交正常化的談判，而宣言的內容包含日本同意在邦交正常化後提供經濟援助、雙方亦同意互不採取威脅對方安全的行動等，其中，朝鮮政府在此宣言中同意終止造成國際問題和威脅區域安全的核試驗與飛彈試驗，此宣言亦成為朝鮮半島無核化的關鍵協議。

## 外部連結
- 日本首相官邸刊登的宣言全文（页面存档备份，存于）（日語）